# Władimir Iliew
Władimir Iliew (bułg. Владимир Илиев; ur. 17 marca 1987 w Trojan) – bułgarski biathlonista, wicemistrz świata.

## Kariera
Starty w biathlonie rozpoczął od zawodów Pucharu Europy juniorów w 2004 roku w Obertilliach, gdzie zajął 56. miejsce w biegu indywidualnym. W 2005 roku wziął udział w mistrzostwach świata juniorów w Kontiolahti, zajmując 46. miejsce w biegu indywidualnym, 25. miejsce w sprincie i 21. miejsce w biegu pościgowym. Jeszcze trzykrotnie startował na imprezach tego cyklu, zajmując między innymi 18. miejsce w biegu pościgowym podczas mistrzostw świata juniorów w Presque Isle w 2006 roku i w biegu indywidualnym podczas mistrzostw świata juniorów w Ruhpolding dwa lata później.
W Pucharze Świata zadebiutował w 2006 roku w Östersund, gdzie zajął 105. lokatę w sprincie. Pierwsze punkty wywalczył 17 lutego 2009 roku w Pjongczangu, gdzie zajął 32. miejsce w biegu indywidualnym. Na podium zawodów tego cyklu jedyny raz stanął 13 marca 2019 roku w Östersund, kończąc rywalizację w biegu indywidualnym na drugiej pozycji. Najlepsze wyniki osiągnął w sezonie 2014/2015, kiedy zajął 25. miejsce w klasyfikacji generalnej.
Na mistrzostwach świata w Östersund w 2019 roku wywalczył srebrny medal w biegu indywidualnym. Był to pierwszy w historii medal dla Bułgarii w tej konkurencji. W zawodach tych rozdzielił na podium Niemca Arnda Peiffera i Tarjei Bø z Norwegii. Był też między innymi szósty w biegu pościgowym podczas mistrzostw świata w Kontiolahti w 2015 roku. Zdobył ponadto trzy medale mistrzostw Europy, w tym złoty w sprincie na mistrzostwach Europy w Dusznikach-Zdroju w 2017 roku.
W 2010 roku wystartował na igrzyskach olimpijskich w Vancouver, gdzie zajął 79. miejsce w biegu indywidualnym, 83. miejsce w sprincie i 16. w sztafecie. Na rozgrywanych cztery lata później igrzyskach w Soczi zajął między innymi 38. miejsce w biegu indywidualnym i 15. w sztafecie. Brał też udział w igrzyskach olimpijskich w Pjongczangu w 2018 roku jego najlepszym wynikiem była 16. pozycja w biegu masowym.

## Osiągnięcia

### Igrzyska olimpijskie
| Rok  | Miejscowość | Konkurencje | Konkurencje | Konkurencje | Konkurencje | Konkurencje | Konkurencje | Konkurencje |
| Rok  | Miejscowość | IN          | SP          | PU          | MS          | RL          | MR          | SR          |
| ---- | ----------- | ----------- | ----------- | ----------- | ----------- | ----------- | ----------- | ----------- |
| 2010 | Vancouver   | 79.         | 83.         | –           | –           | 16.         | –           | nd.         |
| 2014 | Soczi       | 38.         | 59.         | 54.         | –           | 15.         | –           | nd.         |
| 2018 | Pjongczang  | 19.         | 54.         | 46.         | –           | 16.         | 17.         | nd.         |
| 2022 | Pekin       | 61.         | 31.         | 25.         | –           | 18.         | 19.         | nd.         |

### Mistrzostwa świata
| Rok  | Miejscowość          | Konkurencje | Konkurencje | Konkurencje | Konkurencje | Konkurencje | Konkurencje | Konkurencje |
| Rok  | Miejscowość          | IN          | SP          | PU          | MS          | RL          | MR          | SR          |
| ---- | -------------------- | ----------- | ----------- | ----------- | ----------- | ----------- | ----------- | ----------- |
| 2007 | Anterselva           | 63.         | 86.         | –           | –           | 18.         | –           | nd.         |
| 2008 | Östersund            | –           | 96.         | –           | –           | 20.         | –           | nd.         |
| 2009 | Pjongczang           | 32.         | 84.         | –           | –           | 11.         | –           | nd.         |
| 2010 | Chanty-Mansyjsk      | nd.         | nd.         | nd.         | nd.         | nd.         | –           | nd.         |
| 2011 | Chanty-Mansyjsk      | 59.         | 68.         | –           | –           | 16.         | –           | nd.         |
| 2012 | Ruhpolding           | 16.         | 57.         | dns.        | –           | 17.         | –           | nd.         |
| 2013 | Nové Město           | dnf.        | 43.         | 39.         | –           | 9.          | –           | nd.         |
| 2015 | Kontiolahti          | 27.         | 8.          | 6.          | 25.         | 16.         | 18.         | nd.         |
| 2016 | Oslo                 | 21.         | 10.         | 24.         | 21.         | 13.         | 16.         | nd.         |
| 2017 | Hochfilzen           | 24.         | 13.         | 18.         | 20.         | 9.          | 17.         | nd.         |
| 2019 | Östersund            | 2.          | 38.         | 37.         | 29.         | 9.          | 21.         | –           |
| 2020 | Anterselva           | 54.         | 58.         | 44.         | –           | 11.         | 24.         | –           |
| 2021 | Pokljuka             | 12.         | 56.         | 37.         | –           | 16.         | 15.         | 19.         |
| 2023 | Oberhof              | 28.         | 20.         | 16.         | 29.         | –           | 17.         | –           |
| 2024 | Nové Město na Moravě | 54.         | dns.        | –           | –           | –           | 22.         | –           |
| 2025 | Lenzerheide          | 56.         | 25.         | 54.         | –           | 15.         | 15.         | –           |

### Mistrzostwa Europy
| Rok  | Miejscowość    | Konkurencje | Konkurencje | Konkurencje | Konkurencje | Konkurencje | Konkurencje | Konkurencje |
| Rok  | Miejscowość    | IN          | SP          | PU          | MS          | RL          | MR          | SR          |
| ---- | -------------- | ----------- | ----------- | ----------- | ----------- | ----------- | ----------- | ----------- |
| 2009 | Ufa            | 24.         | 27.         | 26.         | –           | 9.          | –           | nd.         |
| 2010 | Otepää         | dnf.        | 13.         | 13.         | –           | 10.         | –           | nd.         |
| 2011 | Ridnaun        | 24.         | 49.         | 36.         | –           | 11.         | –           | nd.         |
| 2012 | Osrblie        | dns.        | 6.          | 14.         | –           | 8.          | –           | nd.         |
| 2013 | Bansko         | 9.          | 32.         | 19.         | –           | –           | –           | nd.         |
| 2015 | Otepää         | 3.          | 6.          | 11.         | –           | dns.        | –           | nd.         |
| 2016 | Tiumeń         | –           | 5.          | 10.         | 3.          | 5.          | 5.          | –           |
| 2017 | Duszniki-Zdrój | 29.         | 1.          | 11.         | –           | –           | 4.          | –           |

### Puchar Świata

#### Miejsca w klasyfikacji generalnej
| Sezon     | Miejsce |
| --------- | ------- |
| 2006/2007 | –       |
| 2007/2008 | –       |
| 2008/2009 | 100.    |
| 2009/2010 | –       |
| 2010/2011 | –       |
| 2011/2012 | 60.     |
| 2012/2013 | 44.     |
| 2013/2014 | 66.     |
| 2014/2015 | 25.     |
| 2015/2016 | 38.     |
| 2016/2017 | 32.     |
| 2017/2018 | 59.     |
| 2018/2019 | 43.     |
| 2019/2020 | 35.     |
| 2020/2021 | 42.     |
| 2021/2022 | 44.     |
| 2022/2023 | 42.     |
| 2023/2024 | 65.     |
| 2024/2025 | 62.     |

#### Miejsca na podium w zawodach indywidualnych PŚ chronologicznie
| Lp. | Dzień    | Rok  | Miejscowość | Konkurencja                | Lokata | Pudła   | Czas biegu | Strata   | Zwycięzca    |
| --- | -------- | ---- | ----------- | -------------------------- | ------ | ------- | ---------- | -------- | ------------ |
| 1.  | 13 marca | 2019 | Östersund   | Bieg indywidualny na 20 km | 2.     | 0+1+0+0 | 53:51,1    | + 1:08,7 | Arnd Peiffer |